# Hermética (banda)
Hermética fue un grupo argentino de heavy metal, fundado en 1988 por Ricardo Iorio tras la disolución de V8. Considerada como una de las agrupaciones más notorias del género en Latinoamérica y a su vez como el grupo insignia y fundamental del heavy metal argentino.
En 1988, el bajista Ricardo Iorio convocó primero al guitarrista Antonio Romano y luego a los ex-Mark I Fabián Spataro y Claudio O'Connor, en batería y voz respectivamente. Spataro la dejó a fines de 1988 por motivos personales y fue reemplazado por Tony Scotto. A finales de 1989 publicaron su álbum de estudio debut titulado Hermética. En 1991 expulsaron a Scotto y lo reemplazaron por Claudio Strunz. A fines de ese año lanzaron su segundo álbum de estudio, Ácido argentino, el más exitoso del grupo musical, y al año siguiente se presentan en el Estadio Obras Sanitarias dos veces, como teloneros de Motörhead y luego de Black Sabbath. En 1994, finalmente alcanzan su mayor auge en el territorio argentino y lanzan su último álbum de estudio Víctimas del vaciamiento, siendo certificado como disco de oro, participan en el festival Monsters of Rock, y realizan conciertos nuevamente en el Estadio Obras Sanitarias, esta vez como cabeza de cartel.
A pesar del éxito, el grupo se separó en diciembre de 1994 por conflictos internos y tras su disolución se formaron dos nuevos grupos. Claudio O'Connor, Antonio Romano y Claudio Strunz formaron Malón junto con el bajista Karlos Cuadrado. Por su parte, Ricardo Iorio formó Almafuerte junto al guitarrista Claudio Marciello y al baterista Claudio Cardacci.
Actualmente se están llevando a cabo una serie de recitales en homenaje al legendario grupo musical. Los integrantes de Malón son los responsables de La H no murió, una serie de recitales que recorre la historia de Hermética con las clásicas y míticas canciones que hicieron vibrar a una generación.

## Historia

### Comienzos
En 1988, el bajista y compositor Ricardo Iorio decidió armar un nuevo proyecto, por lo cual hizo algunos ensayos con el guitarrista Martín Knye de Kamikaze pero no hubo conexión. Poco después Iorio convocó a la que hoy es considerada la primera alineación de grupo, con Antonio Romano como guitarrista, Fabián Spataro como baterista, y el propio Iorio como bajista y vocalista. Pero al poco tiempo, Spataro pide a Iorio para que ingrese a la banda el vocalista Claudio O'Connor, lo cual este acepta. Sus primeras canciones fueron «Sepulcro civil», «Cráneo candente» y «Masa anestesiada».
El primer concierto oficial y promocionado de la banda se produjo el 7 de mayo de 1988 en el pub "Helloween" de San Martín, ante no más de 150 personas. Sin embargo, el primero fue el día anterior, el 6 de mayo, en el Centro Cultural Recoleta, aunque según declaraciones de Iorio, fue una especie de ensayo al aire libre con entrada gratuita. Fabián Spataro abandona la banda por motivos personales, y en su lugar entra el baterista Tony Scotto, ex-Motor V.

### Álbum debut eIntérpretes
Durante mayo y junio, la banda publica su álbum debut homónimo, Hermética, mediante Radio Trípoli, sello discográfico con el cual la banda publicaría todos sus álbumes de estudio. El álbum fue grabado con pocas horas de estudio, debido a falta de presupuesto. Contiene canciones populares de la banda como «Cráneo candente», «Masa anestesiada», «Tu eres su seguridad» y «Deja de robar».
Al quedar atrás la hiperinflación, la banda pudo grabar un EP, pero dado que sólo tuvieron 27 horas de grabación disponibles optaron por un álbum de versiones. Las canciones elegidas fueron «Vencedores vencidos» de Patricio Rey y sus Redonditos de Ricota, «Ideando la Fuga» y «Destrucción» de V8, «Cambalache» de Enrique Santos Discépolo, «No Class» de Motörhead y «Porque hoy nací» de Manal. Con todas estas canciones, la banda lanza el EP Intérpretes a mediados de 1990.
El constante aumento en la convocatoria del grupo hace necesario tocar en lugares más grandes, y comienzan a tocar en Cemento.

### Llegada de Strunz yÁcido Argentino
Claudio Strunz, proveniente de Heinkel, quien era el dueño de la sala de ensayo del grupo.
Poco después de su ingreso se grabó Ácido Argentino, lanzado en 1991 y siendo certificado como disco de platino con una gran crítica lírica. Posee clásicos de la banda como «Gil trabajador», «Evitando el ablande», «Atravesando todo límite» y «Vientos de poder».
Durante 1992 la banda solamente tiene actividad en conciertos, aunque se pueden mencionar sus actuaciones como teloneros de Motörhead y de Black Sabbath (que en aquel entonces tenía como cantante a Dio), ambas ocasiones en el Estadio Obras Sanitarias.

### Álbum en directo y accidente en Morón
Tras algunas giras por el interior del país, la banda se presenta en Stadium, un sitio casi tan grande como Obras, y graba allí su primer álbum en directo, En Vivo 1993 Argentina. A fin de año vuelven a llenar el lugar.
Durante un show en la discoteca "Morón 90", ubicada en la localidad cabecera del Partido de Morón, José Luis Damián, un joven de 16 años, fallece por una descarga eléctrica otorgada por un potenciómetro cercano a él. El informe forense fue titulado como "muerte por paro cardiorrespiratorio no traumático". A pesar de no haber tenido la banda culpa en el hecho, Ricardo Iorio pagó los gastos de entierro y organizó un concierto a beneficio de la familia de Damián.

### Última etapa yVíctimas del vaciamiento
1994 es el gran año del grupo. Lanzan su tercer álbum de estudio, Víctimas del vaciamiento, certificado como disco de oro. Este álbum es menos acelerado que el álbum anterior, pero con buen sonido y con letras personales y sociales. El álbum posee algunas de las canciones más populares de la banda como «Soy de la esquina», «Otro día para ser», «Olvídalo y volverá por más», «Cuando duerme la ciudad» y «Del colimba».
A principios de septiembre participan en la primera edición argentina del festival Monsters of Rock en el Estadio Monumental Antonio Vespucio Liberti, junto a Slayer, Black Sabbath y Kiss.
El 12 de noviembre se presentan en el Estadio Obras Sanitarias como grupo principal, donde reciben un disco de oro por sus ventas del álbum Víctimas del vaciamiento y graban un futuro álbum en directo, el cual sería publicado dos veces, pero con diferente material: Lo último y En concierto, ambos lanzados en 1995.
El último concierto de la banda se realizó en 18 de diciembre de 1994 en la discoteca "Go!" de Mar del Plata, cuando la relación entre sus integrantes ya no podía deteriorarse más.

### Separación y actualidad

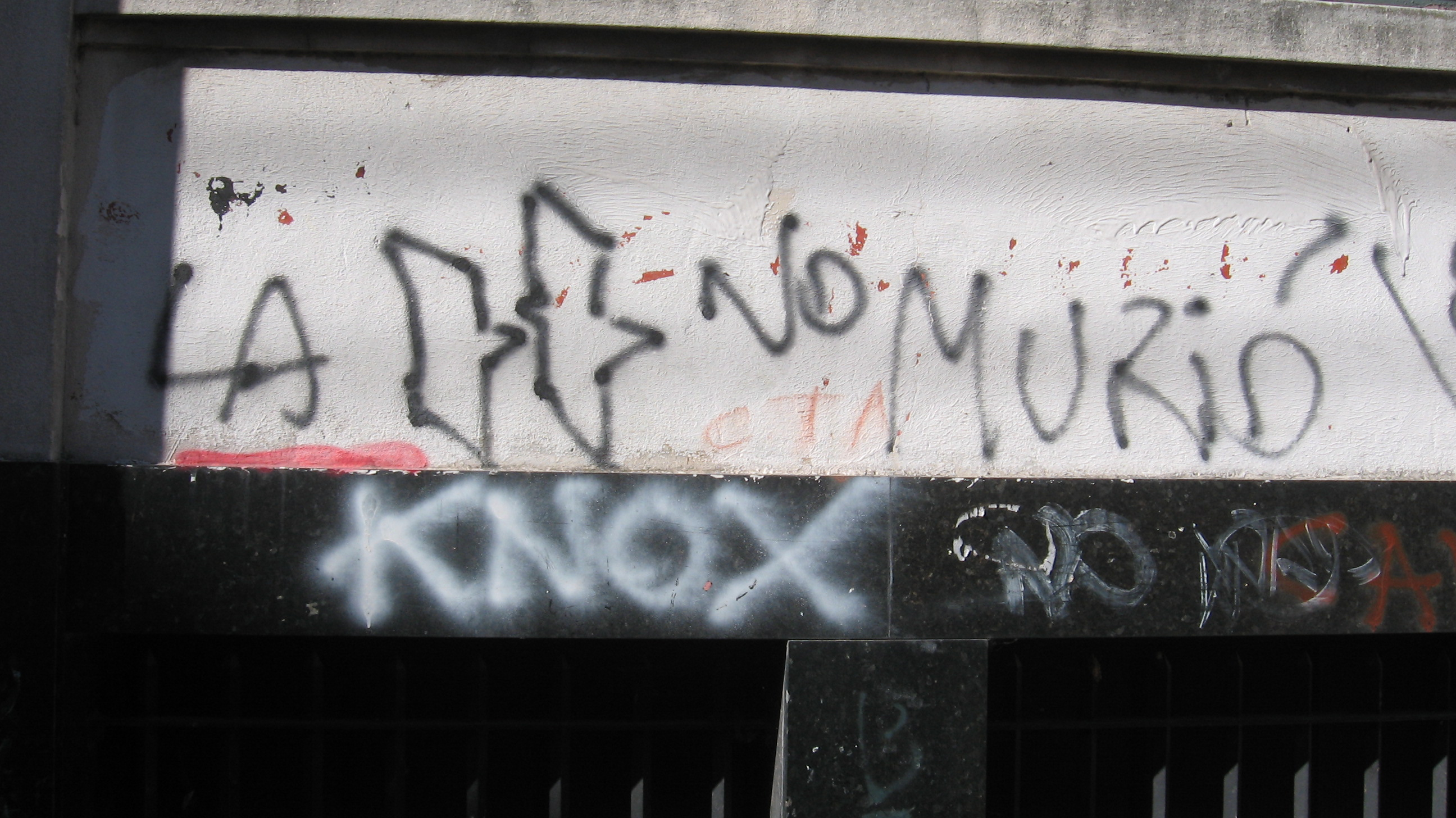
«La H no murió», frase con la que muchos muestran su apoyo al grupo luego de su separación.

A pesar de ser su mejor momento, aquella banda que era bastión de la amistad empieza a tener resquebrajamientos, relacionados con temas personales y monetarios. Según Antonio Romano, la banda se separó porque se había convertido en solista, y de las temáticas organizativas de la banda se enteraban cuando ya estaban arregladas. Según Claudio Strunz, Ricardo Iorio no le informó a sus compañeros que se separaban, sino a su mánager.
Tras la disolución de la banda, Iorio formó Almafuerte junto a Claudio Marciello y Claudio Cardaci, mientras que Claudio O'Connor, Claudio Strunz y Antonio Romano tomaron al bajista Karlos Cuadrado y formaron Malón.
Ambos grupos mantuvieron una gran rivalidad entre sí. Iorio con Almafuerte expresa su sentir en canciones de su álbum debut, Mundo Guanaco, con canciones como «El amasijo de un gran sueño» y la versión del tango «Desencuentro», escrito por Cátulo Castillo. Por su parte Malón escribió la canción «La fábula del avestruz y el jabalí», dedicado a Ricardo Iorio y a su mánager Marcelo Caputo. Tras la separación de Malón en 1998, Iorio escribió la canción «Triunfo» a sus excompañeros. Sin embargo, Malón se reunió en 2011 y sigue activa en el presente.
En 2009, Antonio Romano y Ricardo Iorio hablaron por primera vez desde la separación, brevemente de manera cordial durante el Córdoba Metal Fest del mismo año.
En 2011 es estrenado en el Festival de Cine de Mar del Plata el documental La H no murió, dirigido por Nicanor Loreti. Este muestra la historia de la banda relatada por sus propios miembros, excepto por Iorio, que se negó a participar. El documental contó con el apoyo del Instituto Nacional de Cine y Artes Audiovisuales, y fue declarado de interés cultural por la Casa de Cultura de la Provincia de Buenos Aires.
El 9 de agosto de 2014 Romano asistió al show de Almafuerte en el Estadio Malvinas Argentinas. El 18 de octubre del mismo año, Iorio y Romano tuvieron una breve charla durante el Metal para Todos.
Mientras tanto Ricardo Iorio no tuvo ninguna relación con el resto de los integrantes en Malón. Sin embargo Iorio mantiene una relación más cercana con Tony Scotto baterista del primer disco, con quien grabó en 2015 una nueva versión de "Desterrando los oscurantistas" para su banda Scottus, marcando así la primera colaboración de Iorio con algún integrante de Hermética.
La banda tiene gran cantidad de adeptos en otros países de habla hispana como Colombia, Uruguay, Nicaragua, El Salvador y otras naciones del continente, lo mismo Malón y Almafuerte.

## Miembros
Última formación
- Claudio O'Connor - primera voz (1988-1994)
- Antonio Romano - guitarra (1988-1994)
- Ricardo Iorio - bajo y segunda voz (1988-1994) (fallecido en 2023)
- Claudio Strunz - batería (1991-1994)

Demás miembros
- Fabián Spataro - batería (1988)
- Tony Scotto - batería (1988-1991)

## Discografía

### Álbumes de estudio
- 1989: Hermética
- 1991: Ácido argentino
- 1994: Víctimas del vaciamiento

### EP
- 1990: Intérpretes

### Álbumes en vivo
- 1993 - En vivo 1993 Argentina
- 1995 - Lo último
- 1995 - En concierto

### Álbumes recopilatorios
- 1998 - Sentimiento argentino

## Giras musicales
- 1989-1990: Tour Hermética+Homenaje a la Música
- 1991-1993: Tour Ácido Argentino
- 1994: Tour Víctimas del Vaciamiento

### Giras con más shows
- Tour Ácido Argentino (08/03/1991-25/12/1993): 86 shows
- Tour Hermética+Homenaje a la Música (06/07/1989-29/12/1990): 33 shows
- Tour Víctimas del Vaciamiento (08/01/1994-18/12/1994): 12 shows

## Filmografía
| Año  | Título | Director                         | Género     | Sinopsis                                 | Duración | Referencias   |
| ---- | ------ | -------------------------------- | ---------- | ---------------------------------------- | -------- | ------------- |
| 2011 | La H   | Nicanor Loreti, Guadalupe Cheja. | Documental | Historia y legado de la banda Hermética. | 1h 15 m  | [ 43 ] [ 44 ] |